# Th!nk Cross
Th!nk Cross (ook bekend als Think Cross) is een Tetris variant, ontwikkeld in 1991 door het Oostenrijkse Max Design (tegenwoordig bekend als Red Monkeys) en uitgegeven door Ascaron Entertainment. De speler dient twee (of meer) blokjes van verschillende kleuren en vormen bij elkaar te brengen door deze horizontaal en verticaal te verplaatsen.
Deze blokjes vallen door de zwaartekracht naar beneden wanneer ze over een rand geduwd worden wat betekent dat blokjes vast kunnen komen te zitten (bijvoorbeeld in een hoek of tussen twee andere blokjes). Op deze manier combineert Th!nk Cross Tetris met Sokoban, waarbij de speler ook zorgvuldig moet kijken hoe de blokjes verplaatst moeten worden. Th!nk Cross is ook vergelijkbaar met Brix en Puzznic.

## Platforms
- Amiga (1991)
- Atari ST (1991)
- Commodore 64 (1991)
- DOS (1992)